# Jaroslav Brabec
Jaroslav Brabec (Litoměřice, 27 luglio 1949 – 20 maggio 2018) è stato un pesista cecoslovacco, campione europeo indoor nel 1973.

## Palmarès
| Anno | Manifestazione | Sede      | Evento         | Risultato | Misura  | Note             |
| ---- | -------------- | --------- | -------------- | --------- | ------- | ---------------- |
| 1971 | Europei indoor | Sofia     | Getto del peso | 11º       | 17,82 m |                  |
| 1972 | Europei indoor | Grenoble  | Getto del peso | Bronzo    | 19,94 m |                  |
| 1972 | Olimpiadi      | Monaco    | Getto del peso | 10º       | 19,86 m |                  |
| 1973 | Europei indoor | Rotterdam | Getto del peso | Oro       | 20,29 m | Record nazionale |
| 1974 | Europei indoor | Göteborg  | Getto del peso | Bronzo    | 19,87 m |                  |
| 1974 | Europei        | Roma      | Getto del peso | 7º        | 19,74 m |                  |
| 1975 | Europei indoor | Katowice  | Getto del peso | 4º        | 18,96 m |                  |
| 1976 | Olimpiadi      | Montréal  | Getto del peso | 11º       | 19,62 m |                  |
| 1978 | Europei indoor | Milano    | Getto del peso | 6º        | 19,36 m |                  |
| 1978 | Europei        | Praga     | Getto del peso | 8º        | 19,27 m |                  |
| 1979 | Europei indoor | Vienna    | Getto del peso | 6º        | 19,07 m |                  |

## Campionati nazionali
- 8 volte campione cecoslovacco nel getto del peso (1971/1973, 1975/1976, 1979, 1981/1982).
- 5 volte campione cecoslovacco nel getto del peso indoor (1971, 1973, 1975, 1978/1979).